# 蒙泰卡斯特里利
蒙泰卡斯特里利（義大利語：Montecastrilli），是意大利特尔尼省的一个市镇。总面积62.43平方公里，人口5236人，人口密度83.9人/平方公里（2009年）。ISTAT代码为055017。